# Maharajpur
Maharajpur is een nagar panchayat (plaats) in het district Chhatarpur van de Indiase staat Madhya Pradesh. 

## Demografie
Volgens de Indiase volkstelling van 2001 wonen er 21.532 mensen in Maharajpur, waarvan 53% mannelijk en 47% vrouwelijk is. De plaats heeft een alfabetiseringsgraad van 53%. 